# Gilles Pargneaux

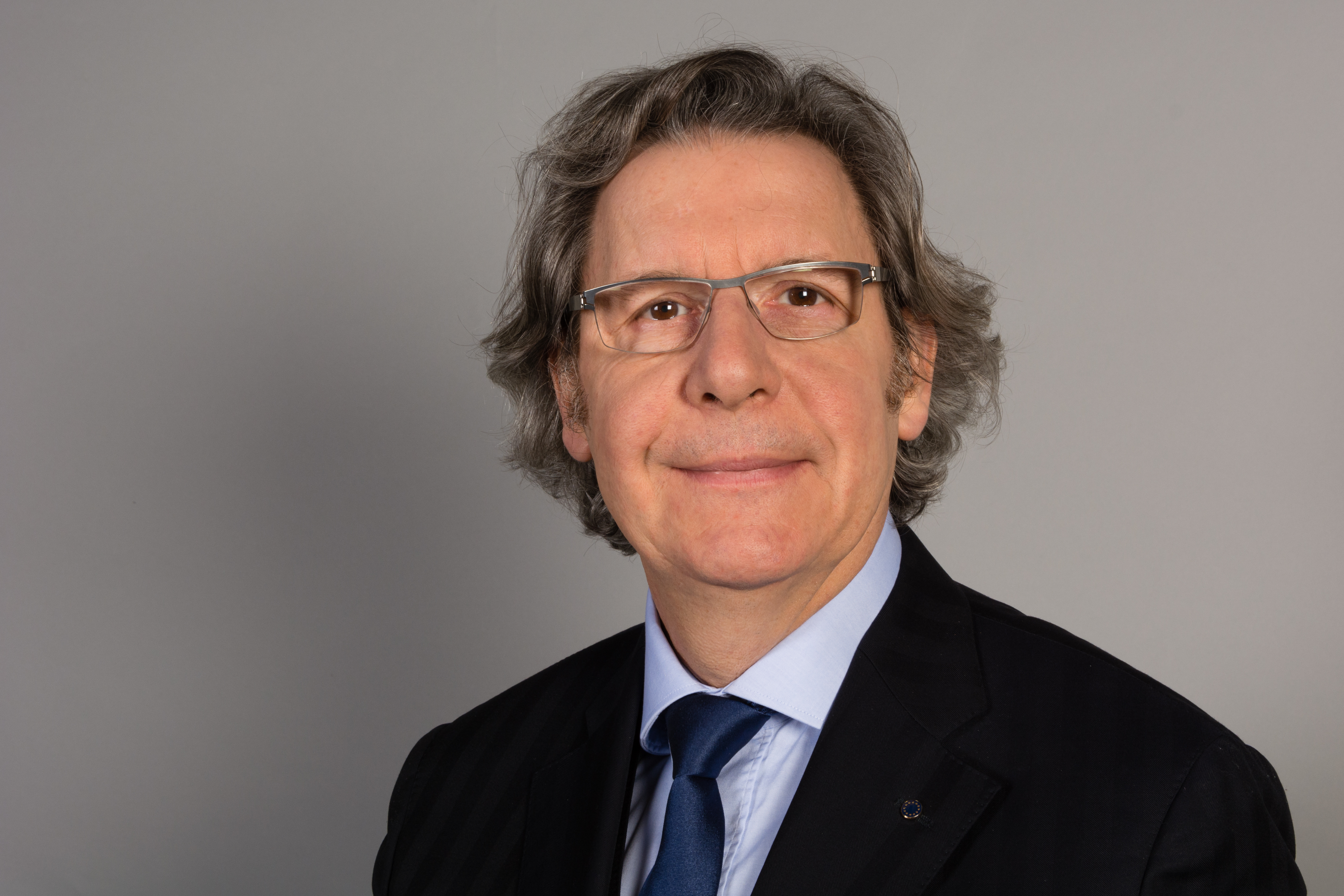
Gilles Pargneaux 2014

Gilles Pargneaux (* 24. März 1957 in Harcigny) ist ein französischer Politiker der Parti socialiste.

## Leben
Pargneaux studierte Sozial- und Politikwissenschaften. Seit 2009 ist Pargneaux Abgeordneter des Europäischen Parlaments.